# Tabanus sticticolis
Tabanus sticticolis är en tvåvingeart som beskrevs av Surcouf 1906. Tabanus sticticolis ingår i släktet Tabanus och familjen bromsar. Inga underarter finns listade i Catalogue of Life.